# Johannes Söllner
Johannes Söllner (* 22. April 1983 in Augsburg) ist ein deutscher Komponist und Musiker.

## Leben und Werk
Johannes Söllner studierte von 2002 bis 2009 an der Musikhochschule Freiburg Schulmusik, Rhythmik und Musiktheorie sowie Mathematik und besuchte die Masterklasse Improvisation an der Musikhochschule „Felix Mendelssohn Bartholdy“ Leipzig. Danach war er an den Musikhochschulen in Freiburg, Karlsruhe und Würzburg tätig als Dozent für Musiktheorie, Gehörbildung, Improvisation, Schulpraktisches Klavierspiel und Arrangement.
Johannes Söllners kompositorisches Schaffen ist vielgestaltig und durch eine große stilistische Bandbreite gekennzeichnet. Er schreibt für Kammerensembles, Band, Chor und Orchester sowohl für Konzert als auch für Film, Hörspiel und Theater. Dabei bedient er sich sowohl historischer Satzweisen als auch Kompositionstechniken Zeitgenössischer E- und U-Musik.
Seine Kompositionen erscheinen bei Schott, Helbling, Peermusic Classical, Edition Margaux und Scholing. Interpreten seiner Werke sind u. a. Spark, The Twiolins, das Orchestre d’Auvergne, Oldenburgisches Staatsorchester, Martin Schmeding und Heike Matthiesen.

## Auszeichnungen
- 1. Preis Crossover Composition Award 2012 für Doch Laub und Wolken unter Nacht[3]
- 1. Preis Kompositionswettbewerb des Deutschen Chorverbandes 2013 für O du groovige[4]
- 1. Preis Kompositionswettbewerb „Zwölf unterwegs“ 2013 für Zwölf unterwegs
- 3. Preis Hindemith-Preis  2013 für hinter dem spiegel geschmolzenes gold[5]
- 1. Preis Kompositionswettbewerb cantando-parlando 2014 für flussbeschreibung[6]
- Sonderpreis Kompositionswettbewerb „Solovioline trifft Schulklasse“ 2014 für Was der Wind bringt[7]
- Kompositionspreis des Orchestre d’Auvergne und des Orchestre des Pays de Savoie 2017 für Aucune goutte dans la cascade[8]
- Sonderpreis Orgelkompositionswettbewerb Markkleeberg 2017 für hinter dem spiegel geschmolzenes gold[9]
- Sonderpreis Kindermusicalkompositionswettbewerb "Bühne frei" 2024 für Ein Schaf sagt Mäh![10]